# Roman Riepiłow
Roman Aleksandrowicz Riepiłow (ros. Роман Александрович Репилов; ur. 5 marca 1996 w Dmitrowie) – rosyjski saneczkarz, dwukrotny zdobywca Pucharu Świata, trzykrotny medalista mistrzostw świata juniorów i mistrzostw świata, czterokrotny medalista mistrzostw Europy.

## Kariera
Saneczkarstwo uprawia od 2011 roku. Pod koniec 2012 roku rozpoczął starty w Pucharze Świata juniorów. W następnym roku wziął udział w  mistrzostwach świata juniorów w Park City, na których zajął 17. miejsce w konkurencji jedynek oraz w mistrzostwach Europy juniorów w Oberhofie, z których wrócił z 12. miejscem w jedynkach. Na rozgrywanych w 2014 roku mistrzostwach świata juniorów w Igls był dziesiąty w jedynkach. W 2015 roku pojawił się na mistrzostwach Rosji, na których zdobył złoty medal w konkurencji sztafetowej i zajął 4. miejsce w konkurencji jedynek, na mistrzostwach świata juniorów w Lillehammer, na których wywalczył złoty medal w jedynkach i srebrny w sztafecie, a także na mistrzostwach Europy juniorów w Oberhofie, które przyniosły mu złoty medal za konkurencję sprintu sztafetowego.
1 lutego 2015 roku miał miejsce jego debiut i zarazem zdobycie pierwszych punktów w Pucharze Świata, kiedy to na rozgrywanych w Lillehammer zawodach sezonu 2014/2015 zajął 12. miejsce w konkurencji jedynek. Z kolei 19 grudnia tego roku zaliczył pierwsze podium w tym cyklu, zajmując 2. miejsce w konkurencji sprintu na rozgrywanych w Calgary zawodach sezonu 2015/2016, na których uplasował się za Niemcem Felixem Lochem i przed Austriakiem Wolfgangiem Kindlem. W 2016 roku wziął udział w mistrzostwach Rosji, na których zdobył brązowy medal w konkurencji jedynek, w mistrzostwach świata w Königssee, na których zajął 13. miejsce zarówno w konkurencji jedynek, jak i sprintu, w mistrzostwach świata juniorów w Winterbergu, na których zdobył złoty medal w jedynkach i zajął 4. miejsce w sztafecie, a także w mistrzostwach Europy w Altenbergu, które przyniosły mu jedynkowy srebrny medal i sztafetowy brązowy medal. 16 grudnia tego roku odniósł pierwsze zwycięstwo w Pucharze Świata, pokonując w konkurencji jedynek na rozgrywanych w Park City zawodach sezonu 2016/2017 Wolfganga Kindla i reprezentanta Włoch Dominika Fischnallera.
W 2017 roku pojawił się na mistrzostwach Europy w Königssee, na których zajął 5. miejsce w konkurencji jedynek, na mistrzostwach świata w Igls, na których zdobył srebrny medal w konkurencji jedynek i sprintu oraz brązowy medal w konkurencji sztafetowej, a także na mistrzostwach świata do lat 23 w Igls, które przyniosły mu jedynkowy złoty medal. W tym samym roku zdobył także Kryształową Kulę za zwycięstwo w klasyfikacji generalnej konkurencji jedynek sezonu 2016/2017 Pucharu Świata. W 2018 roku wystartował w mistrzostwach Europy w Siguldzie, na których wywalczył brązowy medal w jedynkach oraz w igrzyskach olimpijskich w Pjongczangu, na których startując jako reprezentant olimpijskich sportowców z Rosji zajął 8. miejsce w konkurencji jedynek i 7. w konkurencji sztafetowej. W tym samym roku zajął również 3. miejsce w klasyfikacji generalnej konkurencji jedynek sezonu 2017/2018 Pucharu Świata. W 2019 roku, na mistrzostwach świata w Winterbergu był szósty w jedynkach.

## Osiągnięcia

### Igrzyska olimpijskie
| Rok  | Miejsce    | Jedynki | Sztafeta |
| ---- | ---------- | ------- | -------- |
| 2018 | Pjongczang | 8.      | 7.       |
| 2022 | Pekin      | 9.      | 4.       |

### Mistrzostwa świata
| Rok  | Miejsce    | Jedynki | Jedynki-sprint | Sztafeta |
| ---- | ---------- | ------- | -------------- | -------- |
| 2016 | Königssee  | 13.     | 13.            | –        |
| 2017 | Igls       | 2.      | 2.             | 3.       |
| 2019 | Winterberg | 6.      | 25.            | –        |
| 2020 | Soczi      | 1.      | 1.             | dsq      |
| 2021 | Königssee  | 1.      | 7.             | 6.       |

### Mistrzostwa Europy
| Rok  | Miejsce      | Jedynki | Sztafeta |
| ---- | ------------ | ------- | -------- |
| 2016 | Altenberg    | 2.      | 3.       |
| 2017 | Königssee    | 5.      | –        |
| 2018 | Sigulda      | 3.      | –        |
| 2019 | Oberhof      | 2.      | –        |
| 2020 | Lillehammer  | 3.      | –        |
| 2021 | Sigulda      | 7.      | -        |
| 2022 | Sankt Moritz | 9.      | 3.       |

### Mistrzostwa świata juniorów
| Rok  | Miejsce     | Jedynki | Sztafeta |
| ---- | ----------- | ------- | -------- |
| 2014 | Igls        | 10.     | –        |
| 2015 | Lillehammer | 1.      | 2.       |
| 2016 | Winterberg  | 1.      | 4.       |

### Puchar Świata

#### Miejsca w klasyfikacji generalnej
| Sezon     | Miejsce |
| --------- | ------- |
| 2014/2015 | 45.     |
| 2015/2016 | 9.      |
| 2016/2017 | 1.      |
| 2017/2018 | 3.      |
| 2018/2019 | 2.      |
| 2019/2020 | 1.      |
| 2020/2021 | 8.      |
| 2021/2022 | 6.      |

#### Miejsca na podium w zawodach Pucharu Świata – indywidualnie
| Lp. | Data       | Miejsce     | Konkurencja    | Lokata |
| --- | ---------- | ----------- | -------------- | ------ |
| 1.  | 19.12.2015 | Calgary     | jedynki-sprint | 2      |
| 2.  | 13.02.2016 | Altenberg   | jedynki        | 2      |
| 3.  | 27.11.2016 | Winterberg  | jedynki        | 2      |
| 4.  | 16.12.2016 | Park City   | jedynki        | 1      |
| 5.  | 17.12.2016 | Park City   | jedynki-sprint | 2      |
| 6.  | 15.01.2017 | Sigulda     | jedynki        | 2      |
| 7.  | 15.01.2017 | Sigulda     | jedynki-sprint | 1      |
| 8.  | 04.02.2017 | Oberhof     | jedynki        | 2      |
| 9.  | 25.02.2017 | Altenberg   | jedynki        | 1      |
| 10. | 02.12.2017 | Altenberg   | jedynki        | 2      |
| 11. | 08.12.2017 | Calgary     | jedynki        | 3      |
| 12. | 15.12.2017 | Lake Placid | jedynki        | 1      |
| 13. | 21.01.2018 | Lillehammer | jedynki        | 2      |
| 14. | 28.01.2018 | Sigulda     | jedynki        | 3      |
| 15. | 28.01.2018 | Sigulda     | jedynki-sprint | 1      |
| 16. | 07.12.2018 | Calgary     | jedynki        | 2      |
| 17. | 15.12.2018 | Lake Placid | jedynki        | 1      |
| 18. | 16.12.2018 | Lake Placid | jedynki-sprint | 1      |
| 19. | 09.02.2019 | Oberhof     | jedynki        | 2      |
| 20. | 24.02.2019 | Soczi       | jedynki        | 2      |
| 21. | 24.02.2019 | Soczi       | jedynki-sprint | 2      |
| 22. | 24.11.2019 | Igls        | jedynki        | 2      |
| 23. | 01.12.2019 | Lake Placid | jedynki-sprint | 1      |
| 24. | 13.12.2019 | Whistler    | jedynki        | 1      |
| 25. | 14.12.2019 | Whistler    | jedynki-sprint | 2      |
| 26. | 19.01.2020 | Lillehammer | jedynki        | 3      |
| 27. | 26.01.2020 | Sigulda     | jedynki        | 2      |
| 28. | 01.03.2020 | Königssee   | jedynki        | 3      |
| 29. | 02.01.2021 | Königssee   | jedynki        | 2      |
| 30. | 28.11.2021 | Soczi       | jedynki        | 3      |
| 31. | 05.12.2021 | Soczi       | jedynki-sprint | 2      |

#### Miejsca na podium w zawodach Pucharu Świata – drużynowo
| Lp. | Data       | Miejsce      | Konkurencja | Lokata |
| --- | ---------- | ------------ | ----------- | ------ |
| 1.  | 05.02.2017 | Oberhof      | sztafeta    | 2      |
| 2.  | 26.02.2017 | Altenberg    | sztafeta    | 3      |
| 3.  | 03.01.2021 | Königssee    | sztafeta    | 3      |
| 4.  | 23.01.2022 | Sankt Moritz | sztafeta    | 3      |

## Odznaczenia
- Medal „Za wzmacnianie wspólnoty bojowej” - Rosja, 21 marca 2018[9]